# Њанза
Њанза (фр. Nyanza) је град који се налази у округу Њанза, у Јужној покрајини Руанде. Стара краљевска палата Краљевине Руанде се налазу у граду Њанза. Град има око 56.000 становника.

## Историја
Пре доласка европљања Руанда је била централизована монархија. Центар монархије се у прошлости стално мењао али доласком европљана он је утврђен на месту Њанзе. На месту Њанза европљани су се упознали са владаром Руанде, Мусингом.

## Њанза након независности
Након стицања независности од Белгије Њанза је престао да буде политички центар. Међутим, током прве републике Њанза је постала економски јака у односу на друге градове, а људи у њему су се успешно бавили бизнисом.
Политичка власт друге републике је била љубоморна на економски успех Њанзе те је смањила број пијаца у граду са 6 на 2 а онда и на 1. Пословни људи у Њанзи су били несрећни овим смањењима јер им се смањио број купаца на дан. Многи од продаваца су одлучили да се преселе у Кигали.
Геноцид из 1994. је значајно смањио број људи у граду. Неки су убијени, неки напустили земљу а доста њих се преселило у Кигали.
Бројне промене су покушавале да врате величину Њанзе. То је укључивало реконструкцију града, повећање броја основних и средњих школа и асфалтирање путева. Ове промене би требало да омогуће да град поново постане утицајан културно-туристички центар.

## Становништво
| Година       |
| Становништво |
| ------------ |